# Синдром Майера — Рокитанского — Кустера — Хаузера
Синдром Майера — Рокитанского — Кустера — Хаузера (МРКХ) — врождённый порок развития, характеризующийся не развившимся мюллеровым протоком, приводящий к отсутствию матки и разной степени вагинальной гипоплазии её верхней части. Данный синдром является причиной 15 % случаев первичной аменореи. Поскольку большая часть влагалища развивается не из мюллерова протока, а из урогенитального синуса, наряду с мочевым пузырём и уретрой, оно присутствует даже в том случае, когда мюллеров проток полностью отсутствует. Поскольку яичники развиваются не из мюллерова протока, у женщин с МРКХ нормальные вторичные половые признаки, но эти женщины не фертильны из-за отсутствия функциональной матки. Тем не менее, биологическое потомство завести возможно с помощью суррогатного материнства.
Предположительно синдром наследуется аутосомно-доминантным путём с неполной пенетрантностью и переменной экспрессией, что способствует сложности, связанной с выявлением основных механизмов, вызывающих синдром. Из-за различий в наследовании, методах пенетрации и экспрессии МРКХ подразделяется на два типа:
- тип 1, в котором затронуты только структуры, развивающиеся из мюллерового протока (верхнее влагалище, шейка матки и матка);
- тип 2, где затронуты те же структуры, и помимо этого затронуты дополнительные системы организма, чаще всего это почечная и скелетная системы; МРКХ второго типа включает ассоциацию MURCS.

Большинство случаев синдрома МРКХ возникают спорадически, но семейные случаи свидетельствуют о том, что, по крайней мере для некоторых пациентов, МРКХ является наследственным расстройством. Основные причины синдрома МРКХ все ещё изучаются, но изучено несколько генов на возможную связь с синдромом. Большинство из этих исследований исключили рассматриваемые гены в качестве причинных факторов МРКХ. И только WNT4 удалось связать с МРКХ и гиперандрогенизмом.
Зафиксированные случаи обнаружения состояния похожего на данный синдром можно найти ещё у Гиппократа и Альбукасиса. Синдром назван в честь Августа Франца-Иосифа Карла Майера (1787—1865), Карла фон Рокитанского (1804—1878), Германа Кюстера (1879—1964) и Жоржа Андре Хаузера (1921—2009).

## Симптомы
Человек с этим синдромом имеет нормальные гормоны; то есть человек вступает в половое созревание с развитием вторичных половых признаков, включая лобковые волосы. Кариотип пациенток с МРКХ — 46,XX. По крайней мере один яичник цел, но чаще оба, овуляция обычно происходит. Как правило, влагалище слишком мало или почти полностью отсутствует, и половой акт может быть затруднительным и болезненным. Медицинский осмотр, поддерживаемый гинекологическим УЗИ, демонстрирует полное или частичное отсутствие шейки матки, матки и влагалища.
При отсутствии матки женщина с МРКХ не может забеременеть. Но может иметь генетическое потомство с помощью ЭКО и суррогатного материнства. Успешная трансплантация матки была проведена нескольким пациенткам, но техника не распространена широко.
Синдром обычно обнаруживается, когда в подростковом возрасте у девушки не начинаются менструации. В некоторых случаях синдром обнаруживают ранее, при хирургических вмешательствах из-за других заболеваний, таких как грыжа.
Одно из проводимых исследований (на 215 пациентах с МРКХ) показало, что более 52 % пациентов имеют гиперандрогенемию без клинических проявлений и 14 % гиперхолестеринемию.
При МРКХ нередко встречаются паховые грыжи, содержащие яичники.

## Причины
Ген WNT4 вовлечен в атипичную версию этого расстройства. Генетическая мутация вызывает замещение лейцина на пролин в аминокислотном положении 12. Это явление уменьшает внутриядерные уровни β-катенина. Кроме того, он устраняет ингибирование стероидогенных ферментов, таких как 3β-гидроксистероиддегидрогеназа и 17α-гидроксилаза. Поэтому у пациентов избыток андрогенов. Кроме того, без WNT4, Мюллеров проток либо деформирован, либо отсутствует. Таким образом, затрагиваются женские репродуктивные органы, такие как шейка матки, фаллопиевы трубы, яичники и большая часть влагалища.
Сообщалось о связи с мутацией делеции в длинном плече (q) хромосомы 17 (17q12). Ген LHX1 расположен в этом регионе и может быть причиной ряда из этих случаев.

## Диагноз
| Тип              | Описание                                                                                            | Частота |
| ---------------- | --------------------------------------------------------------------------------------------------- | ------- |
| Типичный МРКХ    | отсутствует только влагалище и матка                                                                | 64 %    |
| Атипичный МРКХ   | отсутствует матка и\или влагалище, затронуты почки, возможна дисфункция яичников                    | 24 %    |
| Ассоциация MURCS | отсутствует матка и\или влагалище, затронуты почки, возможна дисфункция яичников, скелетные дефекты | 12 %    |

## Лечение
Лечение заключается в растягивании имеющегося влагалища или в случаях, когда такой метод не подходит пациентке — создании неовлагалища.
Существует ряд методов для создания влагалища, но в случаях отсутствии матки в настоящее время нет никаких операций, для того чтобы сделать беременность возможной. Стандартные подходы используют вагинальные расширители и / или хирургию для создания функционального влагалища для обеспечения полового акта. В медицинской практике есть случаи использования разных методик для создания влагалища. В процедуре McIndoe применяется кожный трансплантат для образования искусственного влагалища. После операции расширители по-прежнему необходимы для предотвращения вагинального стеноза. Вагинопластика показала себя как метод, создающий влагалище, которое сравнимо с нормальным влагалищем у пациенток.
Трансплантация матки была проведена ряду пациенток с МРКХ, но операция все ещё находится на экспериментальной стадии. Поскольку яичники присутствуют, люди с этим синдромом могут иметь генетических детей с помощью ЭКО. В октябре 2014 года сообщалось, что 36-летняя шведка стала первым человеком с пересаженной маткой, и родила здорового ребёнка. Она родилась без матки, но имела функционирующие яичники. Она и отец прошли через ЭКО для производства 11 эмбрионов, которые затем были заморожены. Врачи из Гётеборгского университета затем выполнили трансплантацию матки, а донором была 61-летная подруга семьи. Один из замороженных эмбрионов был имплантирован через год после трансплантации, младенец родился преждевременно через 31 неделю после того, как у матери развилась преэклампсия.
Перспективные исследования включают использование лабораторно выращенных структур. Недавняя разработка, где использовались собственные клетки пациентки, помогла сделать полностью функционирующее влагалище, способное менструированию и оргазму.

## Эпидемиология
Распространенность синдрома остается мало изучена. На сегодняшний день были проведены два исследования. По результатам исследований примерная частота встречаемости синдрома 1 из 5000 рождённых женщин.

## МРКХ и интерсекс
Существует несколько мнений относительно того, считать ли людей с МРКХ интерсекс-людьми. С одной стороны многие правозащитные организации по всему миру, занимающиеся вопросами интерсекс-тематики, включают МРКХ в число интерсекс-вариаций, руководствуясь определением термина «интерсекс», данного ООН. В том числе в рядах интерсекс-активистов есть люди с МРКХ, идентифицирующие себя интерсекс-людьми (например, Стефани Лам и Эстер Моррис Лейдольф и др.). С другой стороны среди сообщества людей с данным синдромом есть множество тех, кто не согласен с такой классификацией.

## Известные и открытые люди с МРКХ
- У мисс Мичигана, Жаклин Шульц (англ. Jaclyn Schultz), по её словам, есть данный синдром[24].
- Эстер Моррис Лейдольф, основательница MRKH Organization, правозащитница, интерсекс-активистка, имеет данный синдром[25].
- Стефани Лам (англ. Stephanie Lum), австралийская интерсекс-активистка[17][26].
- Шон Клозе (англ. Shon Klose), австралийская интерсекс-активистка и музыкант[20][27].
- Бен Баррес (англ. Ben Barres) — американский нейробиолог, трансгендерный мужчина[28].
- Молли МакГлинн (англ. Molly McGlynn) — канадский кинорежиссёр, снявшая в 2023 году фильм «Fitting In» о своей жизни с МРКХ.

Предположительные случаи
- Ева Браун — супруга Адольфа Гитлера.
- Амалия Ольденбургская — королева Греции, супруга короля Оттона I[29].

## В культуре
- В документальном фильме «Intersexion» две героини с синдромом МРКХ.
- Рокитанский — книга Элис Дарвин рассказывающая историю трёх женщин разных возрастов с данным синдромом[30].
- Elizabeth, Just Sixteen — книга Сесилии Поль про девушку-подростка с МРКХ[31].
- The Girl with No — автобиографическая история женщины с данным синдромом[32].
- Changed — история про молодую девушку с МРКХ[33].
- В эротической поэме Пушкина «Царь Никита и сорок его дочерей»